# Dark Ride (film)
Dark Ride è un film del 2006 diretto da Craig Singer.
Il film è stato presentato all'8 Films To Die For film festival.

## Trama
Due ragazzine gemelle vengono brutalmente uccise all'interno di una "Dark Ride", una casa degli orrori. Adesso, dopo oltre dieci anni di manicomio criminale, Jonah (David Warden), il killer, è riuscito in qualche modo a fuggire, sfruttando la stupidità e la poca avvedutezza di due infermieri, e decide di tornare sul luogo dei suoi orribili crimini (le due gemelle erano le ultime di una lunga serie). Senza saperlo, un gruppo di cinque amici, Cathy (Jamie-Lynn Sigler), l'appassionato di cinema Bill (Patrick Renna), Steve (David Clayton Rogers), Liz (Jennifer Tisdale), Jim (Alex Solowitz), più l'autostoppista Jen (Andrea Bogart) decidono di passare la notte proprio in quel luogo.
Dopo uno scherzo di cattivo gusto, Steve abbandona il gruppo, ma viene trovato ucciso poco dopo; alla sua morte seguono quella di Jen (decapitata mentre pratica del sesso orale a Jim) e Liz. Bill scompare, Jim si ritrova solo, terrorizzato e Cathy, dopo un giro incredibile riesce a fuggire (dopo aver assistito all'orribile morte di una guardia notturna), ma ritorna indietro dopo aver ricevuto un sms d'aiuto di Jim, che viene salvato in extremis dalla giovane, che investe il killer con un pick-up.
Viene fuori Bill, che accoltella Jim, rivelando di essere il fratello minore di Jonah, a conoscenza dei suoi delitti; ringrazia così Cathy, inorridita (il viaggio era stato premeditato proprio da Bill, che era però riuscito a convincere Cathy a portare dietro gli altri; il tutto era una scusa per farli uccidere da Jonah, poiché colpevoli di prenderlo in giro e di umiliarlo costantemente), mentre fuori si sentono le sirene della polizia.

## DVD release
Le riprese sono iniziate il 25 ottobre 2004 ed ultimate il 19 novembre 2004. Il Dvd è uscito negli Usa il 27 marzo 2007.